# Sankt-Marien-Kirche (Harat ar-Rum)
Die Sankt-Marien-Kirche von Harat ar-Rum oder al-Adhra-al-Mughitha-Kirche (arabisch كنيسة العذراء المغيثة, DMG Kanīsat al-ʿAḏrāʾ al-Muġīṯa) ist eine koptisch-orthodoxe Kirche in der Straße Harat ar-Rum im Kairiner Elghoureya nahe dem St.-Theodors-Nonnenkloster.
Die Kirche wurde zwischen 1660 und 1800 als Sitz des koptisch-orthodoxen Papstes von Alexandrien genutzt. Dazu kam es, als Papst Matthias IV. an seinem ersten Tag als koptischer Papst den Sitz von der Kirche der Jungfrau Maria bei Haret Zuweila zur Sankt-Marien-Kirche verlegte. Er blieb dort bis 1800, als der Papst Markus VIII. ihn zur Koptischen Sankt-Markus-Kathedrale Azbakeya verlegte.
Sie ist zudem der Bestattungsort für einige der koptischen Päpste. Die Sankt-Marien-Kirche von Harat ar-Rum musste einige Male wiedererbaut werden. 1794 renovierte der Kopte Ibrahim El-Gohary die Kirche. Allerdings wurde sie während die päpstlichen Regentschaft von Papst Markus VIII. (1797–1809) niedergebrannt. Heute müsste die Kirche wieder renoviert werden.